# Kolligatív sajátság
A többkomponensű anyagi rendszerek sajátságait a rendszer alkotóinak anyagi minőségén túl az állapotjelzők – nyomás, hőmérséklet, térfogat és összetétel – határozzák meg. Van a tiszta anyagoknak azonban néhány olyan sajátsága, amelynek az értéke független a másik komponens anyagi minőségétől, kizárólag annak a koncentrációjától (vagyis a kétféle anyag részecskeszámának az arányától) függ. Ezeket a sajátságokat gyűjtőnéven kolligatív sajátságoknak nevezzük.
E sajátságok a vizes és nem vizes oldatok, valamint fém- és sóolvadékok oldószerére vonatkoznak, vagyis a tiszta anyagok az ilyen összetett rendszerekben oldószerként vannak jelen. 
Az alábbi kolligatív sajátságok ismeretesek:
Gőznyomáscsökkenés: Δp
Fagyáspontcsökkenés: ΔmT
Forráspont-növekedés: ΔbT
Ozmózisnyomás: π
A sajátságokat más néven „híg oldatok törvényének” nevezzük, arra utalva, hogy a törvény érvényessége csak a híg oldattartományban teljesül, töményebb oldatok esetében nagyobb eltérés mutatkozik a kísérleti és a számított adatok között. 
A jelenségek oka közös, nevezetesen az, hogy egy tiszta anyag – mint oldószer – kémiai potenciálja lecsökken, ha benne bármilyen más anyagot oldunk. Oldódás során az oldószer molekulái kölcsönhatásba lépnek az oldott anyag részecskéivel. Ha az oldat képződése, azaz az oldódás önként végbemenő folyamat, akkor ez az új kölcsönhatás – a részecskék vonzzák egymást – nagyobb, mint az oldószer-oldószer molekulák közötti vonzóhatás, tehát az oldott anyag csökkenti az oldószer aktivitását, azon keresztül a kémiai potenciálját. 
A híg oldatok törvénye a tiszta anyagok fázisdiagramján szemléltethetők. A fázisdiagram az anyag stabilis fázisainak (s – szilárd, l – folyékony, g – légnemű) a területét mutatja a nyomás és a hőmérséklet függvényében A mellékelt ábra egy oldószer és egy oldat fázisdiagramját szemlélteti. 
Gőznyomáscsökkenés: Δp
Az ábrán látható, hogy az oldat gőznyomása (p) ugyanazon a hőmérsékleten mindig kisebb, mint a tiszta oldószeré (po). A gőznyomáscsökkenés nagysága a Raoult-törvényből levezethetően az oldott komponens móltörtjével (xB) egyenesen arányos:
Δp = po – p = poxB .
Fagyáspontcsökkenés: ΔmT
Oldat esetében a tiszta oldószerhez viszonyítva az egyensúlyi hármaspont a kisebb hőmérséklet felé eltolódik. Ennek a nagysága az oldott komponens molalitásával (mB) egyenesen arányos, az arányossági tényező az oldószer anyagi állandója az ún. molális fagyáspontcsökkenés vagy krioszkópos állandó (ΔmTm):
ΔmT = ΔmTm mB
Forráspont-emelkedés: ΔbT
Oldat esetében a tiszta oldószerhez viszonyítva az egyensúlyi forráspont megnő. Ennek a nagysága az oldott komponens molalitásával (mB) egyenesen arányos, az arányossági tényező az oldószer anyagi állandója az ún. molális forráspont-növekedés vagy ebullioszkópos állandó (ΔbTm):
ΔbT = ΔbTm mB
Ozmózisnyomás: π
Ha egy oldat és egy cB koncentrációjú oldat féligáteresztő hártyán keresztül érintkezik egymással, akkor önként olyan folyamat játszódik le, hogy a koncentráció kiegyenlítődjék. E folyamat hajtóerejét jellemzi az ozmózisnyomás, amelynek értéke:
π = cBRT, ahol R az egyetemes gázállandó.